# 니시테쓰 덴진오무타선
서일본 철도 덴진오무타 선(일본어: 天神大牟田線)은 후쿠오카현 후쿠오카시 주오구 덴진의 니시테쓰 후쿠오카(덴진) 역부터, 동 현 오무타시 구보타 정의 오무타역까지를 묶는 서일본 철도(니시테쓰)의 철도 노선이다.
2000년 12월까지는 노선명이 오무타 선이었기 때문에, 본 노선을 「덴진오무타 선」이라 부르기 보다는 「오무타 선」이라고 부르는 이용자가 많다. 또, 이전에는 노선 자체를 가리켜 급행 전철이라는 애칭이 사용되고 있었다.

## 개요
덴진오무타 선은 니시테쓰의 본선격의 노선으로 후쿠오카현을 남북으로 묶는 대동맥이며 니시테쓰 제일의 흑자 노선이다. 연선에는 현 내에서도 비교적 규모의 큰 도시나 거점적인 도시가 늘어서 있어 후쿠오카 도심에서 각지로 향하는 노선 중에서도 예부터 연선 개발이 진행되었다.
현 내 도시간 수송 및 연선 수송의 역할을 담당하고 있기 때문에 통근・통학 노선으로서의 성격이 강하지만 니시테쓰 연선에는 야나가와의 성시나 다자이후 덴만구・규슈 국립 박물관, 그린 랜드 등의 관광지가 있어, 야나가와・다자이후에는 연선 외로부터의 이용도 많다. 오무타역에서 시마바라 철도 고속선 시마바라 항 행으로 연결하는 미이케 항 행의 버스와 접속하고 있으며 이것은 후쿠오카 도심에서 시마바라반도로의 최단 루트이다.
또한 이 노선으로 병행하는 JR 가고시마 본선, 규슈 신칸센, 국도 3호, 규슈 자동차도 등 다른 주요한 교통로는 후쿠오카 현 지쿠시노시로부터 일단 사가현(미야키군 기야마정・도스시)를 다니며 후쿠오카 현 구루메시에 들어가지만 당 노선의 루트는 지쿠시노 시에서 오고리시를 다니며 구루메 시에 들어가 있어 사가현 등 현 경계를 넘어서 다니지는 않는다.
대부분이 JR 가고시마 본선과 병행하고 있음에도 오고리 시나 야나가와시 등 가고시마 본선으로부터 떨어져 있는 도시도 경유한다. 양 노선이 통과하는 도시에서도 니시테쓰・JR의 환승역이 되어 있는 것은 오무타역만이며 상호의 환승은 별로 좋지 않지만 역끼리가 근처 도보 연결할 수 있는 역도 있다. 이하에 그러한 예를 적는다. 좌측이 니시테쓰 역, 우측이 JR 역이다.
- 이지리역 - 사사바루역(약 600 m)
- 잣쇼노쿠마역 - 미나미후쿠오카역(약 800 m)
- 가스가바루역 - 가스가역(약 500 m)
- 시라키바루역 - 오노조역(약 750 m)
- 시모오리역 - 미즈키역(약 600 m)
- 무라사키역 - 후쓰카이치역(약 500 m)
- 아사쿠라가이도역 - 덴파이잔 역(약 600 m)
- 하나바타케역 - 구루메 고교 앞 역(약 900 m)
- 구라나가역 - 요시노역(약 700 m)
- 니시테쓰 긴스이 역 - 긴스이역(약 500 m)

이 외 , 야쿠인역 - 하카타역 사이, 니시테쓰 후쓰카이치 역・무라사키역 -
JR 후쓰카이치역 사이, 니시테쓰 구루메 역 - JR 구루메역, 하나바타케역 - JR 구루메코코마에 역 사이에서는 노선버스가 많아 10분 전후로 이동할 수 있다.
이지리-잣쇼노쿠마 간에서는 가고시마 본선을 오버 크로스하기 때문에 꽤 전부터 「JR와 니시테쓰의 환승역을 신설하면 어떤가」라고 하는 제안은 현지에서 제안되고 있다. 하지만 오버 크로스 하는 장소의 주변에는 중학교나 공장이 있는 것 외에 주위가 주택지 위이고 JR측에서는 사사바루 역과 매우 가깝게 되어 버리기 때문에 아직도 구체화에는 이르지 않은 것이 현상이다. 이와 같이 시험장 앞 - 후쿠마 사이에서도 가고시마 본선을 오버 크로스 하는 지점에의 신설역의 설치를 요망하는 소리가 있지만 이쪽도 구체화는 하고 있지 않다.

### 연선의 마을 조성과 덴진오무타 선
연선 각 도시에서는 덴진오무타 선의 주요 각 역을 중심으로 거리가 형성되어 왔다. 니시테쓰 구루메 역의 건물을 중심으로 상업 지역의 정비가 진행되었고, 오무타에서도 미쓰이 그룹의 협력을 얻어 신사카에마치역 앞 일대에서 니시테쓰에 의한 재개발을 했다. 한편 주민 고령화나 교외화는 큰 과제가 되고 있어 철도 연선의 활성화를 향한 전문 부서(마을 만들기 추진실)에서 자치체 관계자와의 인재 교류도 더해 덴진오무타 선 연선의 장래상을 모색하고 있다. 덧붙여 당 노선이 가지는 고속 운전・고빈도 다이어 등을 배경으로 한 연선 사업의 확대는 철도 사업 이외의 관련 사업(주로 부동산 임대업과 유통업)의 사업 수익 확대에 크게 공헌하고 있다.

### 노선 데이터
- 노선 거리(영업 킬로): 74.8 km
- 궤간: 1435mm
- 역수: 48역(종점역 포함)
- 복선 구간:
  - 복선: 니시테쓰 후쿠오카(덴진) -시험장 앞, 다이젠지-가미치, 히라키-오무타(합계 53.7 km)
  - 단선: 시험장 앞-다이젠지, 가마치-히라키(합계 21.1 km)
- 전화 구간: 전선(직류 1500V)
- 폐색 방식: 자동 폐색식
- 최고속도: 110 km/h
- 운전 지령소: 니시테쓰 지령
- 차량 기지
  - 지쿠시 차량 기지
  - 야나가와 차량 기지

## 운행 형태

### 열차 종별
이하의 종별의 열차가 운행된다.

#### 특급
덴진오무타 선의 최고 속도 종별이다. 특급 요금은 불필요. 전 열차가 니시테쓰 후쿠오카(덴진) -오무타 사이에 운행되어 도시간 수송의 기간이 되고 있다. 아침 러쉬시와 야간을 제외하고 종일 30분 간격으로 운행된다. 2008년 3월 22일의 다이어 개정으로 최고속도가 100 km/h에서 110 km/h로 끌어 올려져 현행 다이어로의 소요 시간은 니시테쓰 후쿠오카(덴진) - 니시테쓰 구루메사이에서는 상하행 최고 속도로 28분, 니시테쓰 후쿠오카(덴진) -오무타간에서는 최고 속도로 하행 59분, 상행 58분으로 되고 있다. 다만, 가스가바루-시모오리간의 고가 화공일의 진전에 수반해, 2010년 3월 개정에서는 소요 시간이 개정 전보다 최대 2분 늦춰졌다.
차량은 평시엔 8000형이 주로 사용되지만, 평일 오전 중의 왕복이나 저녁 이후에는 5000형・6000형・6050형 6량 또는 7량이 사용된다.또, 8000형이 2 편성 이상 동시에 공장에 있는 경우는 5000형이나 6000형이 대주 하기도 한다. 골든 위크나 정월 등의 다객시에는 평시에도 3000형・5000형・6000형・6050형의 7량 편성이 특급으로 운행된다.

#### 급행
종일 운행되어 평시는 니시테쓰 후쿠오카(덴진) - 니시테쓰 오고리 사이(이하, 편의상 「오고리 급행」이라고 한다)와 니시테쓰 후쿠오카(덴진) - 하나바타케 사이(「하나바타케 급행」이라고 한다)에 각각 매시 2개씩, 합계 4개 운행된다. 니시테쓰 후쿠오카(덴진)-니시테쓰 후쓰카이치간을 특급과 세트로 약 10분 간격의 운행으로 하는 다이어가 짜여져 있기 때문에, 운행 간격이 약 10분→약 20분의 반복의 사이클이 되고 있어 약 20분 간격이 되는 동안에 특급이 1개 들어간다.
아침 러쉬시의 상행은 급행이 현행 다이어에 있어서의 유일한 우등 열차가 되고 있다. 급행 시발역이 후쿠오카 방면에서 근거리에 치우쳐, 오무타・야나가와 시발 열차가 최소한의 개수가 되고 있어 구루메 이남에서 후쿠오카 방면으로의 원거리 통근객은 이용 객수에 비해 푸대접 되고 있다고 말할 수 있다. 완전한 병행 다이어이며 한편 시발역에 격차가 있기 때문에, 열차에 의해서 혼잡 차이가 격렬하다. 오무타・야나가와 시발의 열차는 도심에서 먼 야나가와나 다이젠지를 출발하는 시점에서 만나도 상당한 혼잡이 되고 있다.
저녁 러쉬시에는 하나바타케 급행과 니시테쓰 후쿠오카(덴진) -니시테쓰 후쓰카이치간의 급행이 2:1의 비율이 된다. 야간의 급행은 오무타 행과 야나가와 행을 맞추어 운행 간격이 15분 간격이 된다. 급행은 일부 구간이 각 역 정차가 되는 열차도 비교적 많아,평시의 오고리 급행은 지쿠시 이남이 각 역 정차가 되는 것 외에 쓰부쿠・다이젠지 발착의 열차는 구루메 이남이 각 역 정차가 된다. 도중 역으로부터 각 역 정차가 되는 열차에 대해서는, 다른 대기업 사철에서는 「준급」 「구간 급행」처럼 「급행」이라고 구별하는 경우가 대부분이지만, 니시테쓰의 경우, 도중 역에서 급행⇔보통과 종별
변경을 실시하는 것으로 대응하고 있다. 전구간 급행 운전(이른 아침~아침 러쉬시 및 야간에 운전된다)의 경우, 구루메 이남의 정차역은 특급 정차역(하나바타케, 다이젠지, 야나가와, 신사카에마치, 오무타)에 준해 차내 방송은 통상의 자동 방송이 아니고 차장의 육성으로 실시한다.
차량은 평시에 주로 3000형 5량으로 운행하고 있어, 3000형이 1편성에서도 공장에 있는 경우, 5000형 6량이 운행한다. 러쉬시는 5000형・6000형・6050형의 7량으로도 운행하고 있다(차량 검사・고장이나 다이어가 흐트러진 것 등을 제외한다).
보통 열차로 바뀌는 구간을 제외해 특급 대피나 도중 역에서의 특별 정차는 행해지지 않았다.
정월 3일간에는 다자이후 덴만구로의 첫 참배객 수송의 수송을 위해 임시 급행 「첫 참배호」가 후쿠오카(덴진)-다자이후간에 운행된다.「첫 참배호」에는 헤드 마크가 장착된다. 1997년 9월 27일의 다이어 개정으로 평시의 급행이 1시간 4개가 되었기 때문에 여유가 없어져, 다음 해부터는 니시테쓰 오고리 역 즉시의 열차를 다자이후 역 발착에 갈아넣는 형태로 운행하고 있다.

#### 보통
평시 니시테쓰 후쿠오카(덴진) -지쿠시・다이젠지간을 달리는 선내 열차 외, 다자이후 선 직통열차가 니시테쓰 후쿠오카-다자이후간에, 아마기 선 직통열차가 아마기 - 오무타간에 운행되어 오하시・가스가바루・니시테쓰 후쓰카이치・니시테쓰 오고리・니시테쓰 구루메・하나바타케・다이젠지・니시테쓰 야나가와에서 완급 접속한다.특히 니시테쓰 야나가와에서는 대향 열차의 엇갈림도 겸하기 위해 15분 정도 정차한다.
조석 러쉬시에는 니시테쓰 야나가와 발착의 열차도 있는 것 외에 상행 1개(하행은 실질 구루메나 야나가와에서 환승을 위해) 전선 안내의 열차도 존재한다. 상기의 각 역외, 가스가바루・지쿠시에서 완급 접속하는 열차도 있다. 일부 지쿠시나 구루메・하나바타케・야나가와에서 차량 교체를 하는 열차가 있다.
덴진오무타 선 열차 및 다자이후 선 직통열차에 대해서는, 낮은 주로 5000형・6000형・6050형 4량이 사용되어 일부의 열차에는 7000형・7050형 4량이 사용된다. 러쉬시는 5000형 6량 및 7량・6000형・6050형 7량, 8000형 6량, 3000형 5량이 운행하고 있다(차량 검사・고장이나 다이어가 흐트러진 것 등을 제외한다). 아마기 선 직통열차는 7000형・7050형 2량 편성에 의한 원맨 운전이다.

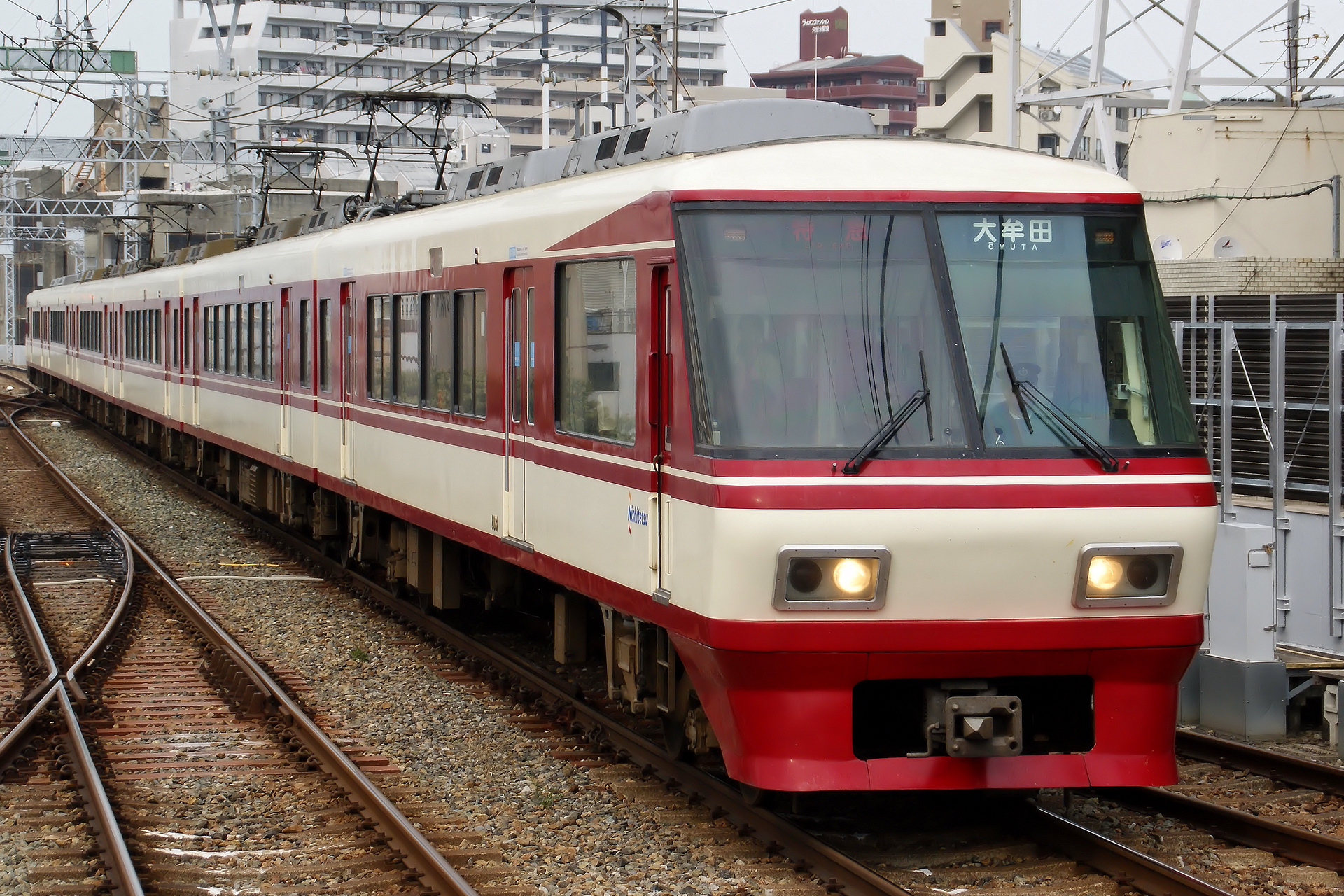
8000형
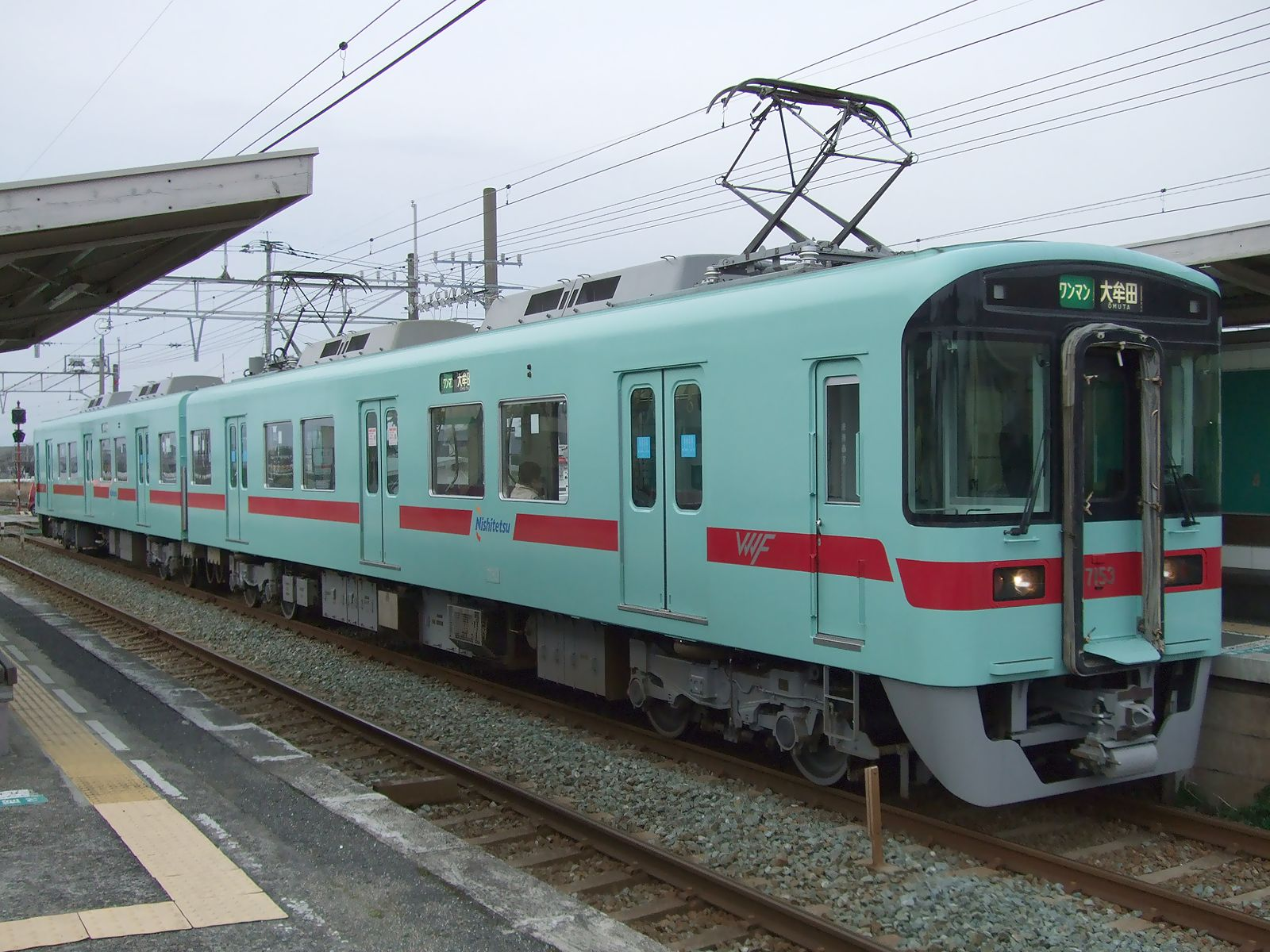
7050형
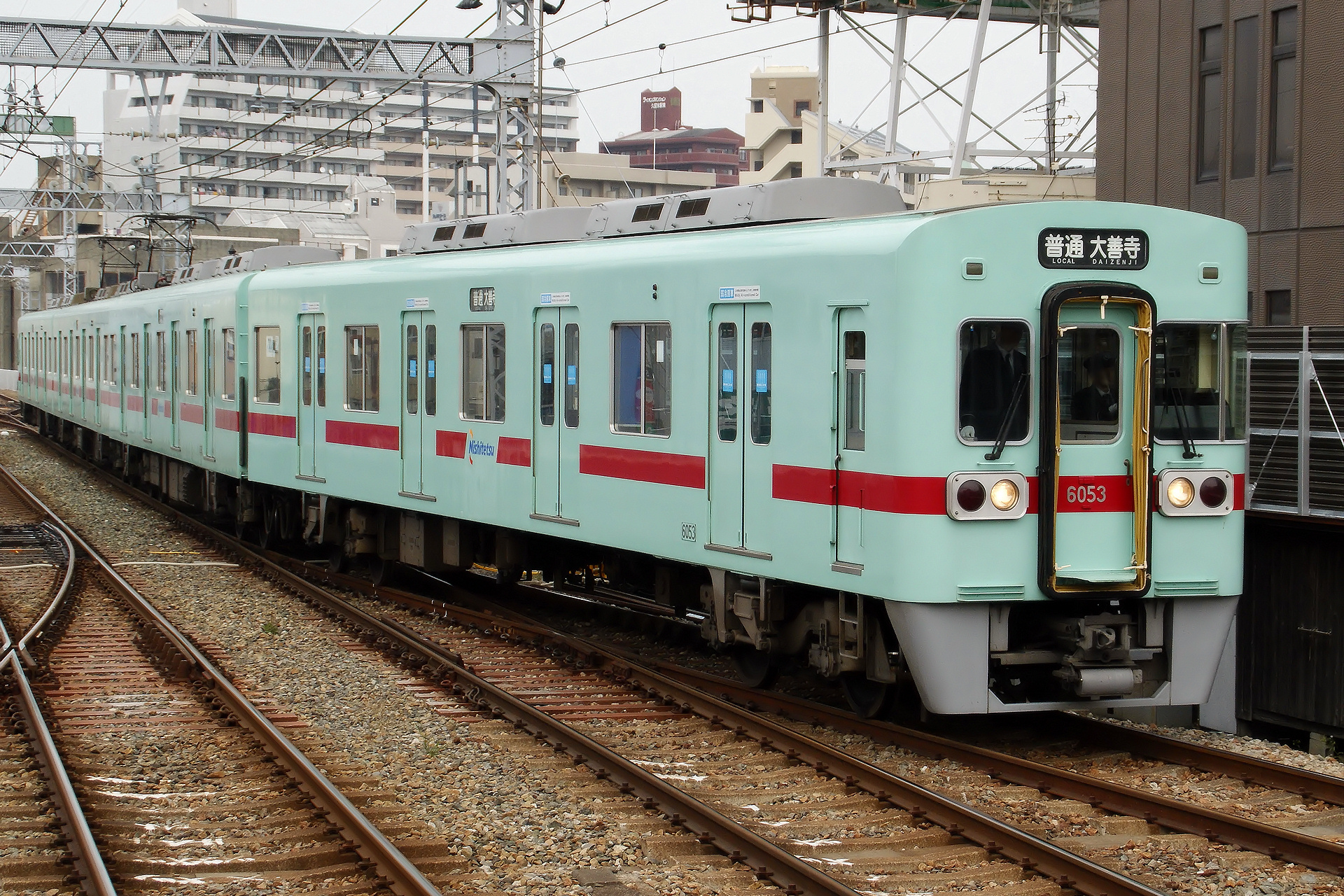
6050형
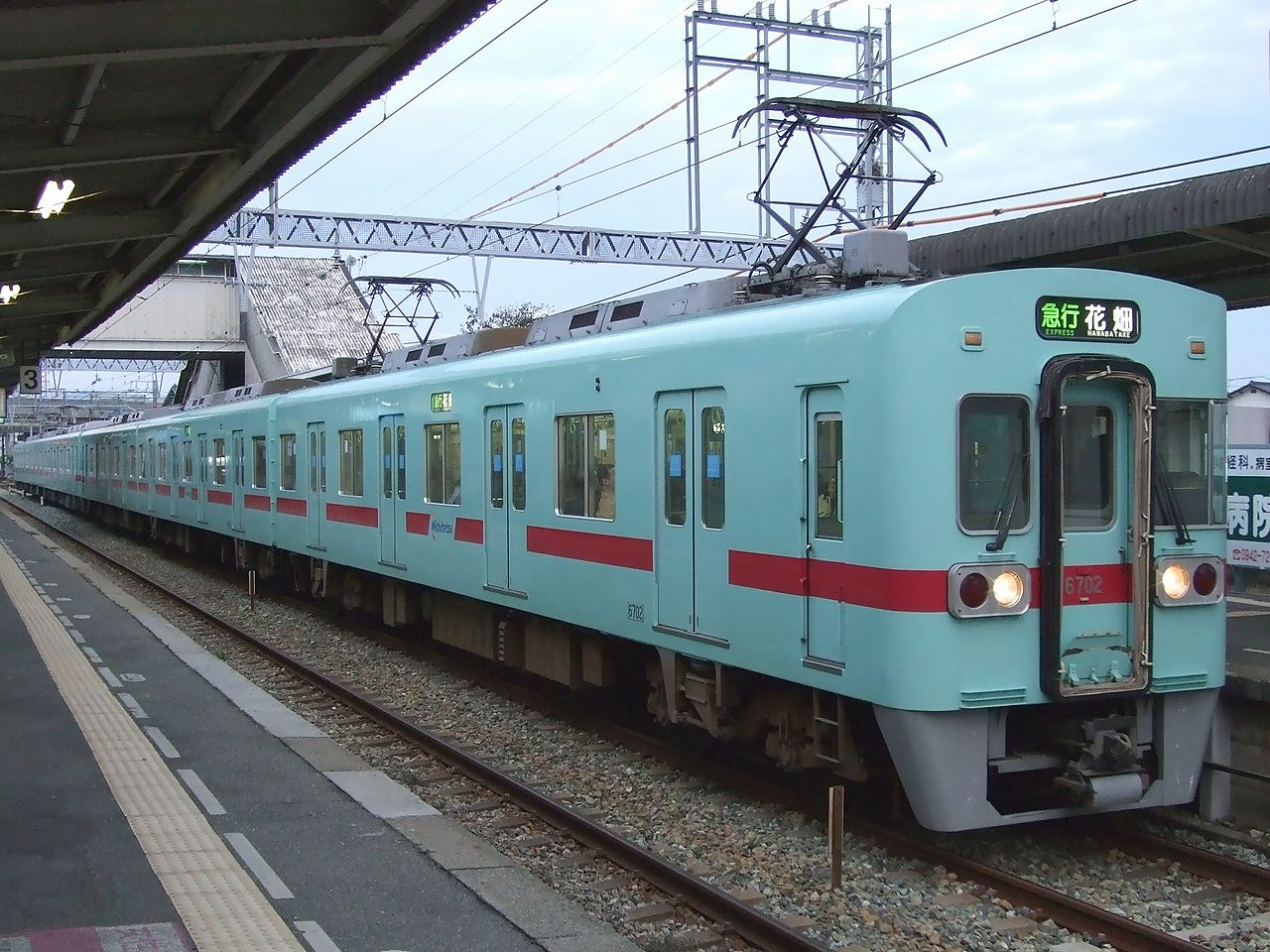
6000형
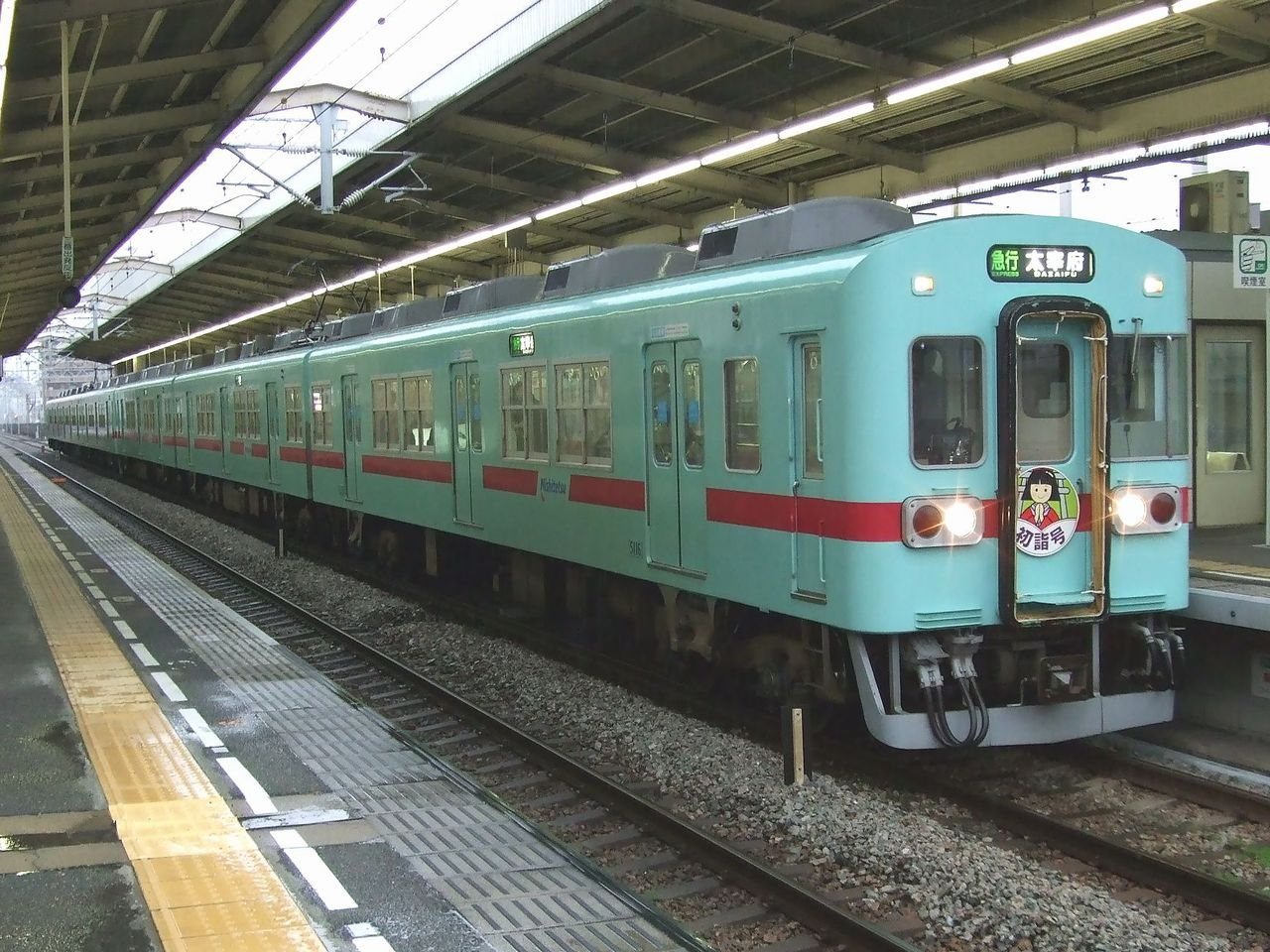
5000형
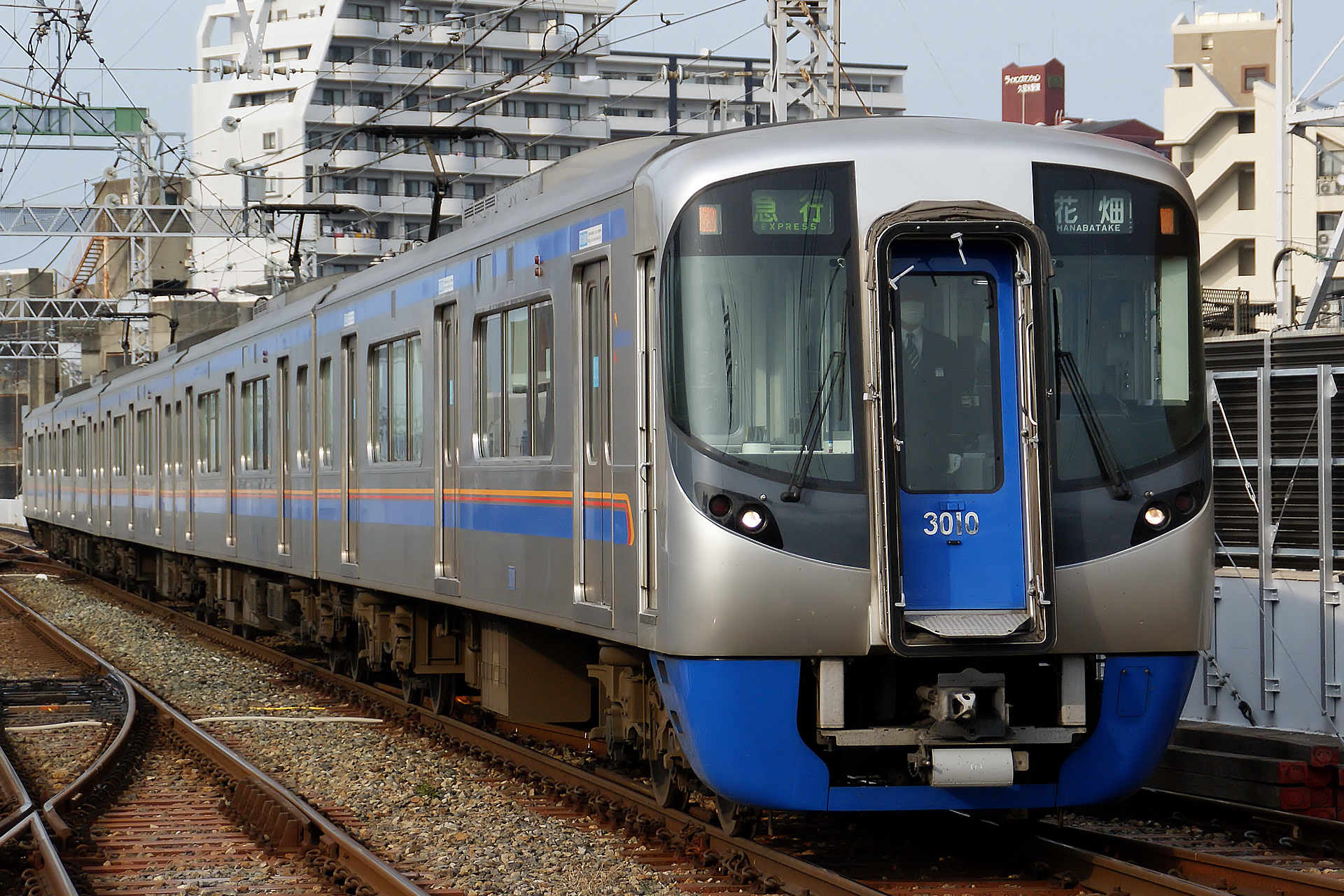
3000형

### 과거의 열차 종별

#### 직행
1987년 3월 25일의 다이어 개정으로 신설되어 2010년 3월 27일의 다이어 개정까지 설정되어 있던 종별로,평일 아침에 하행 4개만 니시테쓰 후쿠오카(덴진) -니시테쓰 후쓰카이치간에서 운행되고 있었다(열차 자체는 차고가 있는 지쿠시까지 운행되고 있었지만, 니시테쓰 후쓰카이치-지쿠시간은 회송). 신설시는 니시테쓰 후쓰카이치까지 논스톱이었으므로 「직행」이라고 하는 명칭이 사용되고 있었지만, 1995년부터 도중의 야쿠인에 정차하게 되었다. 아침 러쉬시에 증가한 상행 열차를 차량 기지까지 보내는 회송 열차로서의 의미를 가지고 있었다.
차량은 주로 6000형・6050형 7・8량으로 운행되고 있었다.

#### 쾌속 급행
2001년 1월 20일의 다이어 개정으로 신설되어 2010년 3월 27일의 다이어 개정까지 설정되어
있던 종별로, 평일 아침에 상행 2개(오무타・니시테쓰 야나가와 발 각 1개)가 운행되고 있었다. 양열차 모두 8량 편성으로의 운행.
정차역은, 통상의 급행 정차역에서 가스가바루와 시모오리를 뺀 것. 이 2역에 정차하지 않는 이유는 러쉬시의 급행의 원근 분리에 의한 혼잡 완화와 가스가바루에서는 건널목의 제약 등에 의해 8량 편성의 열차를 정차할 수 없기 때문이다(도어 컷을 실시할 수 없다).또, 2개 모두 도중 역에서 특급을 대피하지 않았다.
차량은 주로 6000형・6050형의 8량 편성이 사용되었다.

#### 준급
1939년 7월 1일의 오무타 선 전노선 개통시에 처음으로 설정되었다. 정차역은 규슈철도 후쿠오카-가스가바루간의 각 역,후쓰카이치, 구루메-오무타간의 각 역으로, 운전 간격은 25분, 소요 시간은 후쿠오카-구루메간이 45분,후쿠오카-오무타간이 110분이 되고 있었다.
1956년 12월 1일부터, 이른 아침과 야간을 제외하고 로컬 급행열차에 격상되는 형태로 운행 개수가 줄여져 1958년 4월 1일의 다이어 개정으로 전폐되었다.

#### 로컬 급행
1956년 12월 1일 다이어 개정으로, 준급 열차의 일부를 격상하는 형태로 설정되었다. 정차역은 후쓰카이치, 오고리, 미야노진, 구루메 이남의 각 역이 되고 있었다. 후쿠오카-구루메간의 소요 시간은 42분. 1959년 5월 1일 다이어 개정으로 종래의 급행이 특급으로 개칭된 것과 동시에, 로컬 급행은 급행으로 개칭되어 명칭이 소멸했다.

### 운행 개수
평시의 각 구간에 있어서의 1시간 동안의 운행 개수는 이하와 같다.
| 종별＼역명 | 종별＼역명 | 후쿠오카 | …   | 후쓰카이치 | 후쓰카이치         | …                  | 지쿠시             | 지쿠시             | …                  | 오고리             | 오고리 | …                   | 미야노진 | 미야노진 | …   | 하나바타케 | 하나바타케 | …   | 다이젠지 | 다이젠지 | …   | 오무타 |
| ---------- | ---------- | -------- | --- | ---------- | ------------------ | ------------------ | ------------------ | ------------------ | ------------------ | ------------------ | ------ | ------------------- | -------- | -------- | --- | ---------- | ---------- | --- | -------- | -------- | --- | ------ |
| 운행 개수  | 특급       | 2개      | 2개 | 2개        | 2개                | 2개                | 2개                | 2개                | 2개                | 2개                | 2개    | 2개                 | 2개      | 2개      | 2개 | 2개        | 2개        | 2개 | 2개      | 2개      | 2개 | 2개    |
| 운행 개수  | 급행       | 2개      | 2개 | 2개        | 2개                | 2개                | 2개                | 2개                | 2개                | 2개                | 2개    | 2개                 | 2개      | 2개      | 2개 | 2개        |            |     |          |          |     |        |
| 운행 개수  | 급행       | 2개      | 2개 | 2개        | 2개                | 2개                | 2개                | 2개                | 2개                | 2개                |        |                     |          |          |     |            |            |     |          |          |     |        |
| 운행 개수  | 보통       | 2개      | 2개 | 2개        | 2개                | 2개                | 2개                | 2개                | 2개                | 2개                | 2개    | 2개                 | 2개      | 2개      | 2개 | 2개        | 2개        | 2개 | 2개      |          |     |        |
| 운행 개수  | 보통       |          |     |            |                    |                    |                    |                    |                    |                    |        | 2개(아마기 선 직통) |          |          |     |            |            |     |          |          |     |        |
| 운행 개수  | 보통       | 2개      |     |            |                    |                    |                    |                    |                    |                    |        |                     |          |          |     |            |            |     |          |          |     |        |
| 운행 개수  | 보통       | 2개      | 2개 | 2개        | (다자이후 선 직통) | (다자이후 선 직통) | (다자이후 선 직통) | (다자이후 선 직통) | (다자이후 선 직통) | (다자이후 선 직통) |        |                     |          |          |     |            |            |     |          |          |     |        |

- 후쿠오카＝니시테쓰 후쿠오카(덴진)
- 후쓰카이치＝니시테쓰 후쓰카이치
- 오고리＝니시테쓰 오고리

## 여성 전용 차량
평일 7시 41분 - 9시 20분에 니시테쓰 후쿠오카(덴진) 역에 도착하는 상행 특급・급행의 최후부(오무타 집합) 1량에 「여성 전용 차량」이 설정되어 있다(구루메 또는 지쿠시로부터 급행 운행을 개시하는 보통 전철을 포함한다).
덧붙여 「여성 손님에게 동반되는 초등학생 이하의 남성」 및 「장애가 있는 사람이 보호자를 동반하는 경우의 어느 쪽이든 다른 한쪽이 여성의 경우」는 여성 전용 차량에 승차 가능하다.
과거에는 쾌속 급행에도 설정되어 있었다. 쾌속 급행의 폐지 직전은 특급・급행은 7량 편성, 쾌속 급행은 8량 편성으로의 운행이 되고 있었기 때문에, 여성 전용 차량의 승차 위치가 특급・급행과 쾌속 급행이 다른 역도 존재했다. 그 경우는 쾌속 급행의 승차구에 쾌속 급행의 종별 칼라인 오렌지색을 이용하고, 다른 종별과의 승차 위치의 차이를 구별하고 있었다.

## 차량

### 현용 중의 차량
- 3000형
- 5000형
- 6000형・6050형
- 7000형・7050형
- 8000형
- 모에 900형(구원차)

### 과거의 차량
폐차・개조・타선으로의 전출 등에 의해 덴진오무타 선에서 소멸한 차량을 이하에 나타낸다. 개통시부터 1960년대의 2대 600계 출현 이전까지 제조・강체화 개조된 차량은 형식마다 규격・성능의 차이가 크고, 차체 사이즈의 대소(13m급부터 18m급, 연접차까지의 혼재)나 비수의 불통일(2・3문의 혼재)이 현저했다. 시대마다의 수송 수요나 노선 연장 계획의 상황에 의해,규슈 철도 및 그 계승 기업인 니시테쓰가 오무타 선의 차량 시책을 일관할 수 없었던 것의 표현이라고 말할 수 있다. 이러한
잡다한 혼재 상황은 2대째 600계 이후의 통근형 전철 규격화・대형화로 서서히 개선되어 갔다.
- 1형
- 50형
- 10형
- 20형(→미야지가쿠 선 120형)
- 100형
- 200형
- 300형(→미야지가쿠 선・가이즈카 선 300형)
- 313형(→가이즈카 선 313형)
- 500형
- 600형(초대)
- 600형(2대)(→미야지가쿠 선・가이즈카 선 600형)
- 700형
- 1000형
- 1300형
- 2000형
- 모와 800형(→모에 800형,오무타 선 화물용 전철)
- 모토 900형(→오무타 선 화물용 전철)

## 역사
니시테쓰 후쿠오카(덴진) -쓰부쿠와 다이젠지-오무타간은 니시테쓰의 전신인 규슈 철도(2대)의 손으로
당초부터 전철화 노선으로서 개통한 것이다. 쓰부쿠-다이젠지간은 오카와 철도에 의해 개통한 구간으로서, 규슈 철도가 오카와 철도를 흡수 합병했을 때에 전철화・개궤한 다음 넣은 것이다. 1924년에 니시테쓰 후쿠오카(덴진) -니시테쓰 구루메간이 개통한 당시 스미토오무타, 그리고 구마모토까지의 연장을 계획에 넣고 있었지만, 1939년에 오무타까지 개통한 이후, 토지의 확보에 난항을 겪었기 때문에, 구마모토 연장 계획은 좌절되었다.
니시테쓰 후쿠오카(덴진) -니시테쓰 구루메간은 개통 당시부터 복선 구간이지만, 니시테쓰 구루메 이남은 자금난 때문에 단선으로 개통했다. 그 후 핫초무타 이남 등, 특급끼리의 이합 개소를 우선적으로 복선화했기 때문에,니시테쓰 구루메 이남만으로도 약 6할은 복선화 시공제이다. 오미조나 구라나가, 니시테쓰 긴스이 등 상하본선에 끼워진 섬식 플랫폼의 역이 존재하는 것은 복선화의 역사의 자취이다.

### 연표
- 1924년(다이쇼 13년)4월 12일 규슈 철도에 의해 후쿠오카(현재의 니시테쓰 후쿠오카(덴진))-구루메(현재의 니시테쓰 구루메)간이 개통.
- 1932년(쇼와 7년)12월 28일 규슈 철도 구루메-쓰부쿠간 개통.
- 1937년(쇼와 12년)
  - 6월 22일 규슈 철도가 오카와 철도를 합병. 우에쿠루메-쓰부쿠-다이젠지-에노키즈간을 양도한다.
  - 10월 1일 구 오카와 철도선의 쓰부쿠-다이젠지간을 1067mm궤간에서 1435mm궤간으로 개궤해 전철화. 다이젠지-야나가와(현재의 니시테쓰 야나가와)간이 개통(상기 이외의 구 오카와 철도선에 대해서는 니시테쓰 오카와 선을 참조).
- 1938년(쇼와 13년)
  - 9월 1일 야나가와-나카시마(현재의 니시테쓰 나카시마)간이 개통.
  - 10월 1일나카시마-사카에이마치(현재의 신사카에마치)간이 개통.
  - 12월 1일 후쿠오카-쓰쿠부를 궤도법에서 지방철도법 준거로 변경.
- 1939년(쇼와 14년)7월 1일 사카에마치-오무타간이 개통. 후쿠오카-오무타간의 오무타선이 전노선 개통.
- 1942년(쇼와 17년)
  - 9월 19일 규슈 전기 궤도가 규슈 철도 등을 합병.
  - 9월 22일 규슈 전기 궤도가 서일본 철도로 개칭. 동사의 오무타 선이 된다.
- 1944년(쇼와 19년)8월 10일 야나가와 차고 준공.
- 1951년(쇼와 26년)11월 1일 니시테쓰 구루메-시험장 앞간 복선화.
- 1956년(쇼와 31년)12월 1일 니시테쓰 구루메 이남의 각 역에 정차하는 로컬 급행의 운행을 개시.준급을 폐지.
- 1959년(쇼와 34년)5월 1일 급행을 특급에 격상(특별 요금 불필요). 로컬 급행을 급행에 격상. 특급・급행・보통 3 종별이 된다.
- 1960년(쇼와 35년)
  - 3월 20일 구라나가-니시테쓰 긴수이간 복선화.
  - 4월 28일 화물 운수 영업을 휴지.
- 1961년(쇼와 36년)
  - 4월 니시테쓰 긴수이-사카에마치간 복선화.
  - 6월 21일 사카에마치-오무타간 복선화.
  - 11월 1일 니시테쓰 후쿠오카 역 고가화.
- 1965년(쇼와 40년)11월 20일 히라키-구라나가간 복선화.
- 1966년(쇼와 41년) 10월 수송량 증가를 위해 니시테쓰 야나가와 역의 오무타쪽에 차량 검사구를 신축. 차고도 현재지에 이전.
- 1967년(쇼와 42년) 2월 다이젠지-미즈마간, 오미조-가마치간 복선화.
- 1968년(쇼와 43년)4월 10일 오하시-가스가바루간에 ATS 사용 개시.
- 1969년(쇼와 44년)3월 1일 구시와라-니시테쓰 구루메간 고가화.
- 1970년(쇼와 45년) 4월 28 사카에마치 역을 후쿠오카쪽으로 221m 이전, 신사카에마치 역으로 개칭.
- 1971년(쇼와 46년) 3월 1일 사쿠라다이 역이 개업. 니시테쓰 잣쇼노쿠마 역을 잣쇼노쿠마역, 니시테쓰 야나가와 역(西鉄柳河駅)을 니시테쓰 야나가와 역(西鉄柳川駅)으로 개칭.
- 1972년(쇼와 47년)12월 26일 니시테쓰 후쿠오카-오무타간의 전구간에서 ATS 완비.
- 1974년(쇼와 49년)6월 10일 CTC 완성.
- 1975년(쇼와 50년)12월 20일 노약자 보호석 설치.
- 1978년(쇼와 53년)3월 3일 니시테츠 히라오-오하시간 고가화.
- 1982년(쇼와 57년) 3월 25일 지쿠시 차고・차량 검사구 완성. 사용 개시.
- 1987년(쇼와 62년)
  - 1월 1일 지쿠시 공장 조업 개시에 수반해 후쓰카이치 공장・차고의 전면 이전 완료.
  - 3월 25일 직행의 운행을 개시. 4 종별이 된다.
  - 10월 1일 주요역에 자동 개찰기를 설치.
- 1992년(헤세이4년) 3월 25일 미쿠니가오카 역이 개업.
- 1995년(헤세이 7년)
  - 3월 25일 니시테쓰 후쿠오카-니시테츠 히라오간 고가화.
  - 4월 25일 종일 금연 실시.
- 1997년(헤세이 9년)
  - 1월 15일 미즈마-오미조간 복선화.
  - 9월 27일 니시테쓰 후쿠오카 역의 개량 공사가 완성. 평시의 니시테쓰 후쿠오카-니시테쓰 오고리간에서 급행을 증발(지쿠시부터 각 역에 정차).
- 2001년(헤세이 13년)
  - 1월 1일 노선명을 오무타 선에서 덴진오무타 선으로 개칭, 니시테쓰 후쿠오카 역을 니시테쓰 후쿠오카(덴진) 역으로 개칭.
  - 1월 20일 쾌속 급행의 운행을 개시. 5 종별이 된다.
  - 11월 10일 니시테쓰 구루메-오무타간의 일부 열차를 원맨 운전화.
- 2004년(헤세이 16년)10월 17일 니시테쓰 구루메-쓰부쿠간 고가화.
- 2008년(헤세이 20년)
  - 2월 16일 특급 열차의 최고속도를 100 km/h에서 110 km/h로 인상.
  - 5월 18일 IC카드 nimoca를 도입.
- 2010년(헤세이 22년)3월 27일 무라사키역 개업. 직행・쾌속 급행을 폐지, 3 종별이 된다.
- 2012년(헤세이 24년) 3월 미쿠니가오카 역이 급행 정차역이 된다.
- 2024년(레이와 7년) 3월 16일 사쿠라나미키역 개업. 시켄조마에역이 성마리아병원앞역으로 역명 변경[9].

## 역 일람
- 전 역 후쿠오카현에 소재.
- 보통 열차는 전 역에 정차하기 때문에 생략.
- JR 역과의 혼동을 피하기 위해 역명에 「니시테쓰…」라고 붙는 역이 많다. 다만

잣쇼노쿠마, 시라키바루 등 동시에 존재했던 시기가 있는 것에도 불구하고, 붙지 않는 역도 있다.
범례
●: 정차
▲: 지쿠시행 급행만 정차
△: 오고리행 급행과 하나바타케・시험장 앞・쓰부쿠・야나가와 시발의 급행의 일부가 정차
■: 시험장 앞 시발의 급행,쓰부쿠・다이젠지・야나가와 행 급행의 일부, 구루메 발 오무타 행 급행이 정차
｜: 통과
선로 … ∥: 복선 구간,◇: 단선 구간(열차 교환 가능),｜: 단선 구간(열차 교환 불가),∨: 여기에서부터 아래는 단선,∧: 여기에서부터 아래는 복선
| 역 번호 | 역명                    | 일어 역명       | 역간 거리 | 영업 거리 | 급 행 | 특 급 | 접속 노선                                                                                          | 선 로 | 소재지     | 소재지     |
| ------- | ----------------------- | --------------- | --------- | --------- | ----- | ----- | -------------------------------------------------------------------------------------------------- | ----- | ---------- | ---------- |
| T 01    | 니시테쓰 후쿠오카(덴진) | 西鉄福岡（天神) | -         | 0.0       | ●     | ●     | 후쿠오카 시영 지하철 공항선 (덴진 역: K 08) 후쿠오카 시영 지하철 나나쿠마 선 (덴진미나미 역: N 16) | ∥     | 후쿠오카시 | 주오구     |
| T 02    | 야쿠인                  | 薬院            | 0.8       | 0.8       | ●     | ●     | 후쿠오카 시영 지하철 나나쿠마 선                                                                   | ∥     | 후쿠오카시 | 주오구     |
| T 03    | 니시테쓰히라오          | 西鉄平尾        | 1.0       | 1.8       | ｜    | ｜    | | ∥     | 후쿠오카시 | 주오구     |
| T 04    | 다카미야                | 高宮            | 1.1       | 2.9       | ｜    | ｜    | | ∥     | 후쿠오카시 | 미나미구   |
| T 05    | 오하시                  | 大橋            | 1.4       | 4.3       | ●     | ●     | | ∥     | 후쿠오카시 | 미나미구   |
| T 06    | 이지리                  | 井尻            | 1.8       | 6.1       | ｜    | ｜    | | ∥     | 후쿠오카시 | 미나미구   |
| T 07    | 잣쇼노쿠마              | 雑餉隈          | 1.9       | 8.0       | ｜    | ｜    | | ∥     | 후쿠오카시 | 하카타구   |
| T 08    | 사쿠라나미키            | 桜並木          | 0.5       | 8.5       | ｜    | ｜    | | ∥     | 후쿠오카시 | 하카타구   |
| T 09    | 가스가바루              | 春日原          | 1.0       | 9.5       | ●     | ｜    | | ∥     | 가스가시   | 가스가시   |
| T 10    | 시라키바루              | 白木原          | 1.3       | 10.8      | ｜    | ｜    | | ∥     | 오노조시   | 오노조시   |
| T 11    | 시모오리                | 下大利          | 0.8       | 11.6      | ●     | ｜    | | ∥     | 오노조시   | 오노조시   |
| T 12    | 도후로마에              | 都府楼前        | 2.2       | 13.8      | ｜    | ｜    | | ∥     | 다자이후시 | 다자이후시 |
| T 13    | 니시테쓰후쓰카이치      | 西鉄二日市      | 1.4       | 15.2      | ●     | ●     | 서일본 철도 ■ 다자이후 선                                                                          | ∥     | 지쿠시노시 | 지쿠시노시 |
| T 14    | 무라사키                | 紫              | 0.9       | 16.1      | ▲     | ｜    | | ∥     | 지쿠시노시 | 지쿠시노시 |
| T 15    | 아사쿠라가이도          | 朝倉街道        | 1.5       | 17.6      | ●     | ｜    | | ∥     | 지쿠시노시 | 지쿠시노시 |
| T 16    | 사쿠라다이              | 桜台            | 1.8       | 19.4      | ▲     | ｜    | | ∥     | 지쿠시노시 | 지쿠시노시 |
| T 17    | 지쿠시                  | 筑紫            | 1.4       | 20.8      | ●     | ｜    | | ∥     | 지쿠시노시 | 지쿠시노시 |
| T 18    | 쓰코                    | 津古            | 2.2       | 23.0      | △     | ｜    | | ∥     | 오고리시   | 오고리시   |
| T 19    | 미쿠니가오카            | 三国が丘        | 1.1       | 24.1      | ●     | ｜    | | ∥     | 오고리시   | 오고리시   |
| T 20    | 미쓰사와                | 三沢            | 1.5       | 25.6      | △     | ｜    | | ∥     | 오고리시   | 오고리시   |
| T 21    | 오호                    | 大保            | 1.4       | 27.0      | △     | ｜    | | ∥     | 오고리시   | 오고리시   |
| T 22    | 니시테쓰오고리          | 西鉄小郡        | 1.7       | 28.7      | ●     | ｜    | 아마기 철도 ■ 아마기 선 (오고리 역)                                                                | ∥     | 오고리시   | 오고리시   |
| T 23    | 하타마                  | 端間            | 2.0       | 30.7      | △     | ｜    | | ∥     | 오고리시   | 오고리시   |
| T 24    | 아지사카                | 味坂            | 3.0       | 33.7      | △     | ｜    | | ∥     | 오고리시   | 오고리시   |
| T 25    | 미야노진                | 宮の陣          | 2.8       | 36.5      | ●     | ｜    | 서일본 철도 ■ 아마기 선                                                                            | ∥     | 구루메시   | 구루메시   |
| T 26    | 구시와라                | 櫛原            | 1.2       | 37.7      | △     | ｜    | | ∥     | 구루메시   | 구루메시   |
| T 27    | 니시테쓰쿠루메          | 西鉄久留米      | 0.9       | 38.6      | ●     | ●     | | ∥     | 구루메시   | 구루메시   |
| T 28    | 하나바타케              | 花畑            | 0.9       | 39.5      | ●     | ●     | | ∥     | 구루메시   | 구루메시   |
| T 29    | 성 마리아 병원앞        | 聖マリア病院前  | 0.6       | 40.1      | ■     | ｜    | | ∨     | 구루메시   | 구루메시   |
| T 30    | 쓰부쿠                  | 津福            | 1.3       | 41.4      | ■     | ｜    | | ◇     | 구루메시   | 구루메시   |
| T 31    | 야스타케                | 安武            | 1.4       | 42.8      | ■     | ｜    | | ◇     | 구루메시   | 구루메시   |
| T 32    | 다이젠지                | 大善寺          | 2.3       | 45.1      | ●     | ●     | | ∧     | 구루메시   | 구루메시   |
| T 33    | 미즈마                  | 三潴            | 1.8       | 46.9      | ■     | ｜    | | ∥     | 구루메시   | 구루메시   |
| T 34    | 이누즈카                | 犬塚            | 1.1       | 48.0      | ■     | ｜    | | ∥     | 구루메시   | 구루메시   |
| T 35    | 오미조                  | 大溝            | 2.6       | 50.6      | ■     | ｜    | | ∥     | 미즈마군   | 오키정     |
| T 36    | 핫초무타                | 八丁牟田        | 2.3       | 52.9      | ■     | ｜    | | ∥     | 미즈마군   | 오키정     |
| T 37    | 가마치                  | 蒲池            | 2.6       | 55.5      | ■     | ｜    | | ∨     | 야나가와시 | 야나가와시 |
| T 38    | 야카베                  | 矢加部          | 1.8       | 57.3      | ■     | ｜    | | ｜    | 야나가와시 | 야나가와시 |
| T 39    | 니시테쓰야나가와        | 西鉄柳川        | 1.1       | 58.4      | ●     | ●     | | ◇     | 야나가와시 | 야나가와시 |
| T 40    | 도쿠마스                | 徳益            | 1.3       | 59.7      | ｜    | ｜    | | ｜    | 야나가와시 | 야나가와시 |
| T 41    | 시오쓰카                | 塩塚            | 1.4       | 61.1      | ｜    | ｜    | | ◇     | 야나가와시 | 야나가와시 |
|         | 나카시마 신호장         | 中島信号場      | -         | (63.1)    | ｜    | ｜    | | ◇     | 야나가와시 | 야나가와시 |
| T 42    | 니시테쓰나카시마        | 西鉄中島        | 2.4       | 63.5      | ｜    | ｜    | | ｜    | 야나가와시 | 야나가와시 |
| T 43    | 에노우라                | 江の浦          | 1.6       | 65.1      | ｜    | ｜    | | ◇     | 미야마시   | 미야마시   |
| T 44    | 히라키                  | 開              | 1.5       | 66.6      | ｜    | ｜    | | ∧     | 미야마시   | 미야마시   |
| T 45    | 니시테쓰와타제          | 西鉄渡瀬        | 1.3       | 67.9      | ｜    | ｜    | | ∥     | 오무타시   | 오무타시   |
| T 46    | 구라나가                | 倉永            | 1.7       | 69.6      | ｜    | ｜    | | ∥     | 오무타시   | 오무타시   |
| T 47    | 히가시아마기            | 東甘木          | 1.2       | 70.8      | ｜    | ｜    | | ∥     | 오무타시   | 오무타시   |
| T 48    | 니시테쓰긴스이          | 西鉄銀水        | 1.3       | 72.1      | ｜    | ｜    | | ∥     | 오무타시   | 오무타시   |
| T 49    | 신사카에마치            | 新栄町          | 1.6       | 73.7      | ●     | ●     | | ∥     | 오무타시   | 오무타시   |
| T 50    | 오무타                  | 大牟田          | 1.1       | 74.8      | ●     | ●     | 규슈 여객철도 ■ 가고시마 본선                                                                      | ∥     | 오무타시   | 오무타시   |

## 같이 보기
- 가고시마 본선
- 서일본 철도